# Neurophyseta randalis
Neurophyseta randalis là một loài bướm đêm trong họ Crambidae.